# Stockholm (Dakota del Sud)
Stockholm és una població dels Estats Units a l'estat de Dakota del Sud. Segons el cens del 2000 tenia 105 habitants.

## Demografia
Segons el cens del 2000, Stockholm tenia 105 habitants, 48 habitatges, i 28 famílies. La densitat de població era de 92,1 habitants per km².
Dels 48 habitatges en un 20,8% hi vivien nens de menys de 18 anys, en un 52,1% hi vivien parelles casades, en un 2,1% dones solteres, i en un 39,6% no eren unitats familiars. En el 37,5% dels habitatges hi vivien persones soles el 29,2% de les quals corresponia a persones de 65 anys o més que vivien soles. El nombre mitjà de persones vivint en cada habitatge era de 2,19 i el nombre mitjà de persones que vivien en cada família era de 2,9.
Per edats la població es repartia de la següent manera: un 18,1% tenia menys de 18 anys, un 8,6% entre 18 i 24, un 24,8% entre 25 i 44, un 21,9% de 45 a 60 i un 26,7% 65 anys o més.
L'edat mediana era de 44 anys. Per cada 100 dones de 18 o més anys hi havia 104,8 homes.
La renda mediana per habitatge era de 39.375 $ i la renda mediana per família de 40.625 $. Els homes tenien una renda mediana de 22.143 $ mentre que les dones 31.250 $. La renda per capita de la població era de 17.174 $. Cap de les famílies estaven per davall del llindar de pobresa.

## Poblacions més properes
El següent diagrama mostra les poblacions més properes.